# Ivar Hallström
Ivar Christian Hallström (ur. 5 czerwca 1826 w Sztokholmie, zm. 11 kwietnia 1901 tamże) – szwedzki kompozytor.

## Życiorys
W latach 1844–1849 studiował prawo na uniwersytecie w Uppsali, jednocześnie pobierając prywatnie lekcje gry na fortepianie. W zakresie kompozycji był autodydaktą. W 1852 roku odbył podróż do Francji. W czasie studiów poznał księcia Oskara, przyszłego króla, z którym połączyła go długoletnia przyjaźń. W 1847 roku wspólnie z Oskarem napisał operę Hvita frun på Drottningholm, a w 1853 roku został jego bibliotekarzem. W 1861 roku został wybrany na członka Królewskiej Akademii Muzycznej. W latach 1861–1872 był dyrektorem szkoły muzycznej Adolfa Fredrika Lindblada w Sztokholmie. Od 1881 do 1885 roku był instruktorem śpiewaków w Operze Królewskiej.
Zasłynął przede wszystkim jako twórca dzieł scenicznych. Skomponował m.in. opery Hertig Magnus och sjöjungfrun (wyst. 1867), Den förtrollade katten (wyst. 1869), Den Bergtagna (wyst. 1874), Vikingarna (wyst. 1877) i Neaga (wyst. 1885). Tworzył także muzykę instrumentalną, głównie utwory na fortepian. Jego twórczość ma charakter eklektyczny, na szeroką skalę wykorzystywał elementy skandynawskiej muzyki ludowej, w późniejszym okresie zaczął też sięgać do wzorców wagnerowskich.